# カプタイ・ダム
カプタイ・ダム（英語: Kaptai Dam、ベンガル語: কাপ্তাই বাঁধ）は、バングラデシュ、ランガマティ県カプタイの、カルナプリ川の
チッタゴンから65キロメートル (40 mi)上流に当たる位置にあるダム。フィルダムであり、カプタイ湖として知られる貯水池には 6,477 million立方メートル (5,251,000 acre⋅ft) の貯水能力がある。このダムの主目的は、水力発電である。
ダムの完成は1962年であった。発電量 230メガワット (310,000 hp) のカルナプリ水力発電所 (Karnafuli Hydroelectric Power Station) は、1962年から1988年にかけて整備された。この発電所はバングラデシュで唯一の水力発電所である。

## 歴史

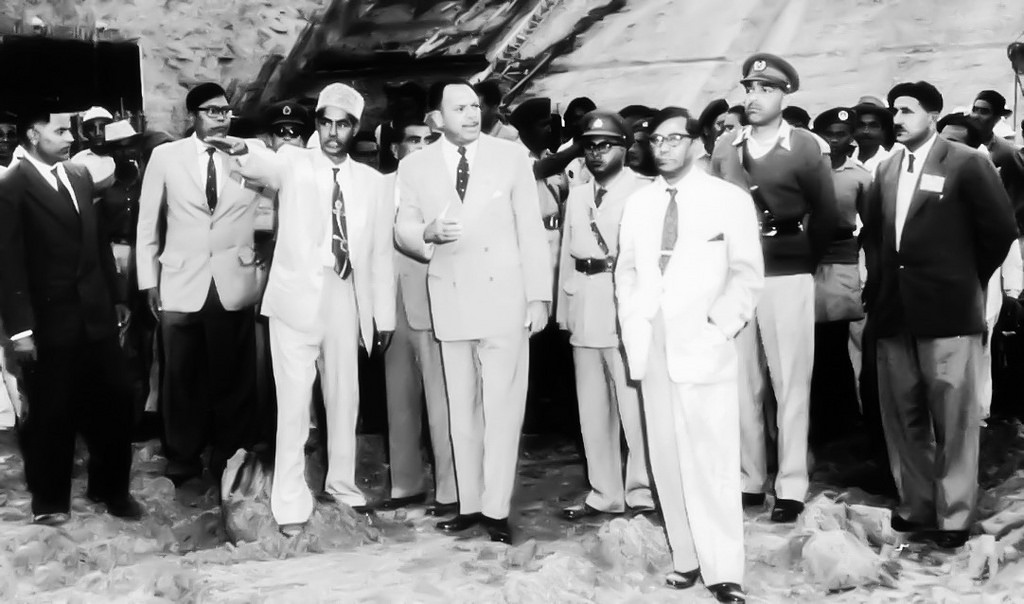
カプタイ・ダムを訪れたアユーブ・ハーン大統領。

1906年、カルナプリ水力発電所が最初に構想された際には、簡単な検討がおこなわれた。二次調査は1923年におこなわれた。1946年には、E・A・ムーア (E. A. Moore) が、カプタイの現在の位置から65kmほど上流のバルカル (Barkal) でのダム建設を提案した。1950年には、マーズ・レンダル・ヴァッテン・コンサルティング・エンジニアズ (Marz Rendal Vatten Consulting Engineers) は、カプタイの現在の位置から45kmほど上流のチラルダック (Chilardak) を提案した。
1951年、政府の技術者たちが、現在の位置から11km下流のチットモラム (Chitmoram) を候補地として提案した。灌漑部門の主任技師であったクワジャ・アジムディン (Khwaja Azimuddin) の主導の下で、1951年に建設地が選定された。建設を請け負いは、ユタ・インターナショナル (Utah International Inc.) が選ばれた。ダムの建設は1957年に着工し、アユーブ・ハーンがパキスタンの大統領であった1962年に完成した。

## 建設
1957年に始まった、最初の建設工事は、1962年に完成した。その時点までにダム本体、放流設備、導水路、40 MW のカプラン水車 2基が発電所に整備された。1982年8月には、さらに 50MWのカプラン水車が設置された。1988年10月には、いずれも 50MWのカプラン水車を備えた4号と5号の発電機が設置され、総発電能力は 230MW に引き上げられた。
1号機、2号機、および3号機の一部の経費は、合わせて 5.03億ルビー、関連施設の総額は19億ルピーとなった。このプロジェクトの経費は、当時の東パキスタン政府、アメリカ合衆国、海外経済協力基金によって賄われた。

## 施設概要

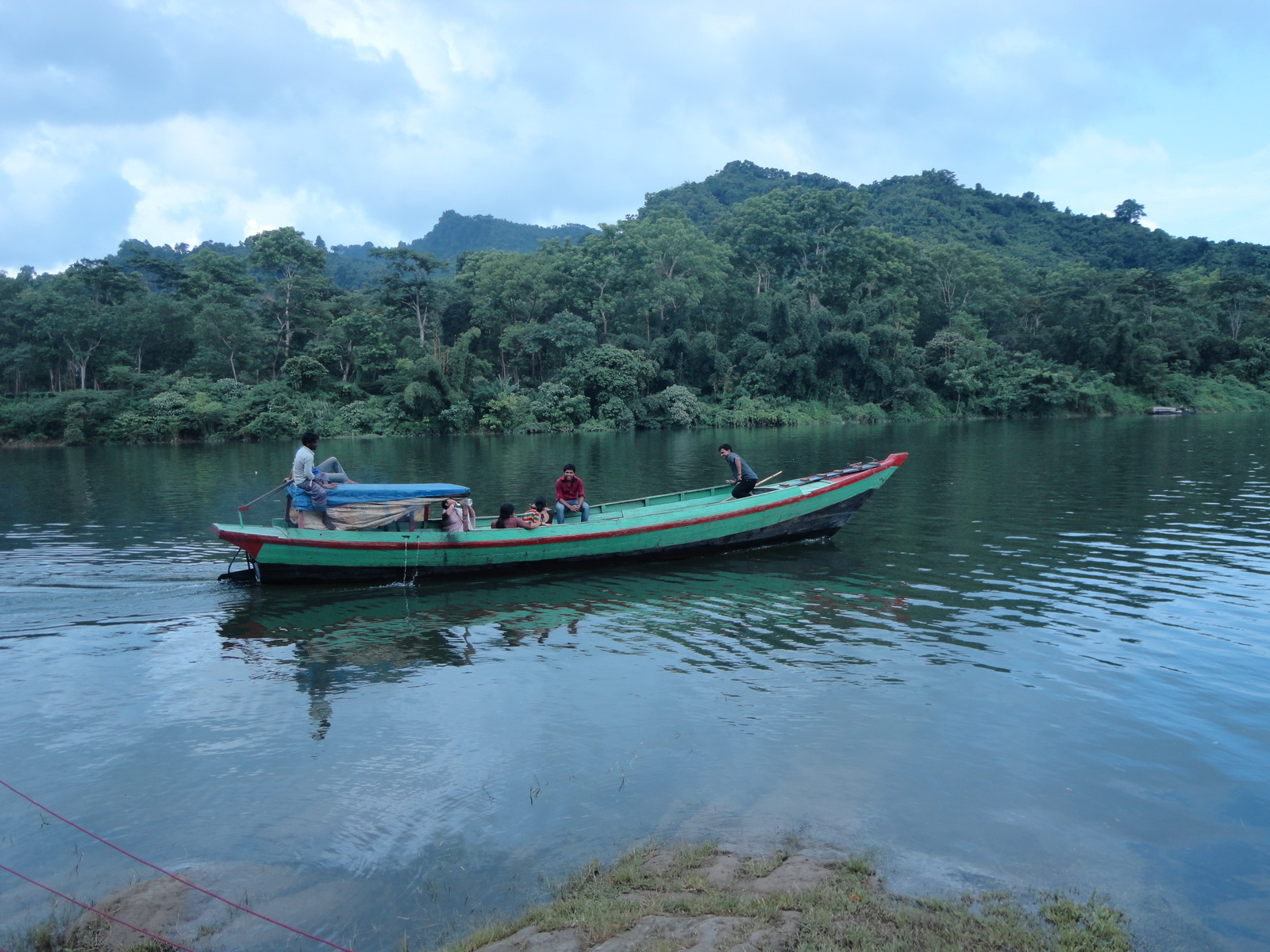
カプタイ湖に浮かぶ船。

フィルダムは全長 670メートル (2,200 ft)、幅 45.7メートル (150 ft)で、左岸側に16門の放流設備がある。ダムの建設によって、655平方キロメートル (253 sq mi)の地域が水没した。その中には、地域の可耕地の40%にあたる耕地 220平方キロメートル (85 sq mi)が含まれており、18,000世帯、およそ10万人の少数民族が移転を強いられたが、移転を強いられた人々の70%は、チャクマ人であった。このダムによって、元々のランガマティの町やその他の構築物は水没した。

## 社会的影響、生態的影響
貯水池の水没地域で家や耕地を失った住民たちは、何ら補償されなかった。4万人以上のチャクマ人たちはインドのアルナーチャル・プラデーシュ州へ移り住んだ。土地の不足は当地で長く継続する紛争の主な原因と考えられている。
ダムと貯水池の建設は、野生の生態系を破壊し、野生生物の生活環境も失わせた。